# BOE 1–4, KHRP 3
Die fünf Lokomotiven mit den Bezeichnungen BOE 1–4 und KHRP 3 gehören zu einer Reihe von Tenderlokomotiven der Achsfolge B, die von Borsig für verschiedene Privatbahnen gebaut wurden.

## Geschichte
1908 wurden die ersten Lokomotiven in Dienst gestellt und für den Anfangsbetrieb bei der Bremervörde-Osterholzer Eisenbahn (BOE) als BOE 1–3 sowie Kleinbahn Horka-Rothenburg-Priebus (KHRP) verwendet. Eine weitere Lokomotive wurde 1910 nachbestellt und erhielt die Bezeichnung BOE 4.
Zwei Lokomotiven (KHRP 3 und BOE 2) verkehrten nach dem Zweiten Weltkrieg bei der Deutschen Reichsbahn als DR 98 6212 und 98 6213. Die letzte eingesetzte Lokomotive war die ehemalige BOE 2, die bis 1962 fuhr. Alle Lokomotiven wurden verschrottet.

## Technische Merkmale
Die Lokomotiven besaßen einen Blechrahmen mit zwischen den Rahmenwangen eingenieteten Wasserkasten. Angetrieben war bei ihnen die zweite Kuppelachse. Beide Räder wurden mit Blattfedern oberhalb der Achslager abgefedert. Die Zylinder waren waagerecht angeordnet und besaßen Flachschieber. Der Kreuzkopf der Allan-Steuerung wurde zweischienig auf der Gleitbahn geführt.
Der Kessel war vollständig genietet und hatte einen Betriebsdruck von 12 bar. Der Langkessel bestand aus zwei Schüssen; der vordere trug den Dampfdom, der hintere den Sandkasten. Der Stehkessel besaß eine Feuerbüchse aus Kupfer, der Rost lag waagerecht. Auf dem Stehkessel war ein Sicherheitsventil Bauart Ramsbotton angeordnet. Das Führerhaus entsprach in Bauart und Ausführung dem der preußischen T 3. Nach preußischen Normen war die Rauchkammer ausgeführt, die den langen, konischen Schornstein trug.
Abgebremst wurden beide Räder einseitig von vorn. Gesandet wurde nur die Treibachse. Die Loks besaßen ursprünglich Petroleumbeleuchtung. Bei der Deutschen Reichsbahn erhielten sie elektrische Beleuchtung.
Technisch vergleichbar sind die BOE 1–4 und KHRP 3 mit den ebenfalls von Borsig gelieferten Lokomotiven DEBG 6-8.

## Einsatz

### Kleinbahn Horka-Rothenburg-Priebus
Ausgeliefert wurde die Lokomotive mit der Fabriknummer 6936 1908 an die Kleinbahn und erhielt den Namen Neisse bzw. 3b. Sie stand nach dem Zweiten Weltkrieg in Hoyerswerda und erhielt die Bezeichnung 98 6212. Im März 1952 wurde die Maschine an das Edelstahlwerk Freital verkauft, wo sie bis Februar 1962 fuhr.

### Bremervörde-Osterholzer Eisenbahn
- die Lokomotive BOE 1 (Fabriknummer 6946) fuhr weiter bei der BOE und erhielt 1949 die Bezeichnung BOE 291. Sie kam 1952 zur normalspurigen Steinhuder Meer-Bahn, wo ihr Einsatz 1954 endete.[4]
- die Lokomotive BOE 2 (Fabriknummer 6947) wurde 1925 an die Bleckeder Kleinbahn abgegeben, ab 1928 war sie bei der Kleinbahn Buxtehude-Harsefeld als Nummer 2 und ab 1934 bei der Nordhausen-Wernigeroder Eisenbahn-Gesellschaft als Nummer 61II.[5] Ab 1950 kam sie mit der Nummer 98 6213 bei der Deutschen Reichsbahn in Halberstadt zum Einsatz. Von 1953 bis zur Ausmusterung 1962 war Nordhausen ihre Heimatdienststelle.[2]
- Die Lokomotive mit der Fabriknummer 6948 wurde als BOE 3 bezeichnet und erhielt 1949 mit BOE 292 eine neue Bezeichnung. 1958 wurde sie abgestellt und 1960 verschrottet.
- Die Lokomotive mit der Fabriknummer 7846 wurde 1910 als BOE 4 geliefert, 1949 erhielt die Lok mit BOE 293 ihre neue Bezeichnung. Bereits 1953 wurde sie abgestellt und verschrottet.[6]